# Kevin F. Cleary
Kevin F. Cleary (geb. vor 1967) ist ein US-amerikanischer Tontechniker.

## Leben
Cleary begann seine Karriere 1967 mit Norman Jewisons mit fünf Oscars prämierten Drama In der Hitze der Nacht, jedoch ohne Namensnennung im Abspann. Bis zu seiner nächsten dokumentierten Filmarbeit, dem Horrorfilm Der Teufel auf Rädern, dauerte es ein Jahrzehnt. Ab Anfang der 1980er Jahre war er an zahlreichen großen Hollywoodproduktionen beteiligt. Zwischen 1989 und 1991 war er drei Mal in Folge für den Oscar in der Kategorie Bester Ton nominiert: 1989 für Stirb langsam, 1990 für Abyss – Abgrund des Todes und 1991 für Jagd auf Roter Oktober. Er konnte jedoch keinen der Preise gewinnen. Nur gelegentlich war Cleary für das Fernsehen tätig; für seinen ersten Fernsehfilm, The Day After – Der Tag danach, war er 1984 für den Primetime Emmy nominiert. Auch bei dieser Preisverleihung ging er leer aus. 1990 zog er sich aus dem Filmgeschäft zurück.

## Filmografie (Auswahl)
- 1967: In der Hitze der Nacht (In the Heat of the Night)
- 1977: Der Teufel auf Rädern (The Car)
- 1982: Und wieder ist Freitag der 13. (Friday the 13th Part 3: 3D)
- 1983: Dotterbart (Yellowbeard)
- 1984: Flashpoint – Die Grenzwölfe (Flashpoint)
- 1985: Phantom-Kommando (Commando)
- 1986: Big Trouble in Little China
- 1986: Highlander – Es kann nur einen geben  (Highlander)
- 1987: Predator
- 1988: Stirb langsam (Die Hard)
- 1989: Abyss – Abgrund des Todes (The Abyss)
- 1990: Jagd auf Roter Oktober (The Hunt for Red October)
- 1990: Stirb langsam 2 (Die Hard 2: Die Harder)

## Auszeichnungen (Auswahl)
- 1989: Oscar-Nominierung in der Kategorie Bester Ton für Stirb Langsam
- 1990: Oscar-Nominierung in der Kategorie Bester Ton für Abyss – Abgrund des Todes
- 1991: Oscar-Nominierung in der Kategorie Bester Ton für Jagd auf Roter Oktober